# 34779 Chungchiyung
34779 Chungchiyung este un asteroid din centura principală de asteroizi.

## Descriere
34779 Chungchiyung este un asteroid din centura principală de asteroizi. A fost descoperit pe 10 septembrie 2001 la Observatorul Desert Eagle de William Kwong Yu Yeung. Asteroidul prezintă o orbită caracterizată de o semiaxă mare de 2,28 ua, o excentricitate de 0,08 și o înclinație de 6,2° în raport cu ecliptica.